# .pk
.pkは国別コードトップレベルドメイン（ccTLD）の一つで、パキスタンに割り当てられている。PKNICが運営を行う。
2005年から、.pkの下のセカンドレベルへの登録が可能となった。

## セカンドレベルドメイン
- .pk - 企業、個人、組織など、誰でも
- .com.pk - 企業、個人、組織など、誰でも
- .net.pk - ネットワーク関連企業とインターネットサービスプロバイダ
- .edu.pk - 教育機関
- .org.pk - 非営利組織
- .fam.pk - 個人
- .biz.pk - 企業一般
- .web.pk - ウェブサイト
- .gov.pk - パキスタン政府
- .gob.pk - バローチスターン州政府
- .gok.pk - アザド・カシミール政府
- .gon.pk - 北西辺境州政府
- .gop.pk - パンジャーブ州政府
- .gos.pk - シンド州政府